# Iphinoe producta
Iphinoe producta är en kräftdjursart som beskrevs av Francis Day 1978. Iphinoe producta ingår i släktet Iphinoe och familjen Bodotriidae. Inga underarter finns listade i Catalogue of Life.